# Coppa Intercontinentale 1997 (calcio)
La Coppa Intercontinentale 1997 (denominata anche Toyota Cup 1997 per ragioni di sponsorizzazione) è stata la trentaseiesima edizione del trofeo riservato alle squadre vincitrici della UEFA Champions League e della Coppa Libertadores.

## Avvenimenti
Ancora un avversario tedesco per il Cruzeiro, che torna in Coppa Intercontinentale 21 anni dopo la sconfitta con il Bayern Monaco. Questa volta è il Borussia Dortmund, allenato dal padovano Nevio Scala, ad affrontare i brasiliani. La vigilia della partita è animata dalle polemiche sull'utilizzo di tre giocatori (Donizete, Bebeto e Gonçalves) ottenuti in prestito da altre squadre; la protesta del Borussia tuttavia non avrà successo ed i giocatori saranno schierati regolarmente all'inizio del match.
L'inizio della partita vede il Cruzeiro all'attacco, creando anche qualche grattacapo di troppo a Klos con Donizete e Palacios. Al 34° Chapuisat batte a sorpresa una punizione da sinistra, a centro area Herrlich manca l'intervento di testa ma alle sue spalle arriva Zorc che batte Dida. A inizio ripresa il Cruzeiro tenta una reazione, ma una volta rimasti in dieci per l'espulsione di Vitor, i brasiliani cedono. Il Borussia sfiora ripetutamente il raddoppio, che arriva a sei minuti dalla fine con Herrlich che mette in rete un cross dalla destra di Paulo Sousa.
Si tratta del primo successo della squadra giallonera (il secondo di una compagine tedesca) nella competizione. Andreas Möller, autore di una buona gara, sarà premiato al termine della partita come man of the match.
Nel 2017, la FIFA ha equiparato i titoli della Coppa del mondo per club e della Coppa Intercontinentale, riconoscendo a posteriori anche i vincitori dell'Intercontinentale come detentori del titolo ufficiale di "campione del mondo FIFA", inizialmente attribuito soltanto ai vincitori della Coppa del mondo per club.

## Tabellino
| Arbitro: | José María García-Aranda |

|                       |           |  |
| Zorc 34’ Herrlich 84’ | Marcatori |  |

| Borussia Dortmund | Cruzeiro |

| Borussia Dortmund |    |                      |  |     |
|                   |    |                      |  |     |
| P                 | 1  | Stefan Klos          |  |     |
| D                 | 7  | Stefan Reuter (C)    |  |     |
| D                 | 27 | Wolfgang Feiersinger |  |     |
| D                 | 5  | Júlio César          |  |     |
| D                 | 17 | Jörg Heinrich        |  |     |
| C                 | 4  | Steffen Freund       |  |     |
| C                 | 19 | Paulo Sousa          |  |     |
| C                 | 8  | Michael Zorc         |  | 79' |
| C                 | 10 | Andreas Möller       |  |     |
| A                 | 9  | Stéphane Chapuisat   |  | 75' |
| A                 | 11 | Heiko Herrlich       |  |     |
| Sostituzioni:     |    |                      |  |     |
| A                 | 24 | Harry Decheiver      |  | 75' |
| A                 | 30 | Jovan Kirovski       |  | 79' |
| Allenatore:       |    |                      |  |     |
| Nevio Scala       |    |                      |  |     |

| Cruzeiro          |    |                  |  |     |
|                   |    |                  |  |     |
| P                 | 1  | Dida             |  |     |
| D                 | 2  | Vítor            |  |     |
| D                 | 13 | João Carlos      |  |     |
| D                 | 4  | Gonçalves        |  |     |
| D                 | 5  | Fabinho          |  |     |
| D                 | 6  | Elivélton        |  |     |
| A                 | 7  | Bebeto           |  |     |
| C                 | 8  | Ricardinho       |  |     |
| C                 | 9  | Cleisson (C)     |  |     |
| C                 | 10 | Roberto Palacios |  | 65' |
| A                 | 11 | Donizete         |  |     |
| Sostituzioni:     |    |                  |  |     |
| A                 | 18 | Marcelo Ramos    |  | 65' |
| Allenatore:       |    |                  |  |     |
| Nelsinho Baptista |    |                  |  |     |